# Joseph Raumann
Pour les articles homonymes, voir Raumann.
Joseph Raumann, né le 21 mai 1908 à Pestszenterzsébet (Budapest) en Hongrie et mort le 17 janvier 1999 à Foulayronnes en France, est un peintre hongrois.

## Biographie
Jozsef Raumann naît le 21 mai 1908 à Erzsebetfalva.
Peintre autodidacte, il émigre en France. Il a pour sujets des scènes avec figures et des paysages aquatiques. Il expose chez Goupil à Paris.
D'abord attaché à l'abstraction symbolique, il pratique ensuite une forme d'art plus figuratif. Il obtient le Grand prix de la ville d'Agen en 1980 et est sociétaire des Amis des Arts d'Agen.
Joseph Raumann meurt le 17 janvier 1999 à Foulayronnes près d'Agen.